# Mercadal (patronyme)
Pour les articles homonymes, voir Mercadal.
Mercadal est un patronyme hispanique, surtout présent à Minorque dans les îles Baléares. Les Mercadal ont émigré d'une part en Floride et d'autre part en Algérie.Le patronyme viendrait de gérone en Catalogne où mercadal était le quartier maraîcher aux portes de la ville.

## Présentation
À Minorque, les premiers Mercadal étaient originaires de la péninsule et arrivèrent aux Baléares après le XIIIe siècle. Au XVe siècle, les plus anciens Mercadal identifiés à Minorque sont les deux fils de Michaelis Mercadal marié à Maria Arlés. Ils vivaient tous aux villages de Alayor et Ferrerías. Ce Miquel ou Michaelis Mercadal certainement paysan décéda à Ferrerías en 1570 (ou 4/08/1577) et fut marié à Maria Arlés (on retrouve aussi Jeanne). Il est à l’origine d’une grande partie des nombreuses lignées de Minorque.
Les Mercadal étaient des gens humbles ou fortunés exerçant diverses professions : on retrouve des fermiers propriétaires ou pas, des laboureurs, des jardiniers, des soldats de métier, miliciens, des artisans, des médecins, des curés, etc. On retrouve aussi deux castes aristocratiques chez les Mercadal de Minorque. La première issue de Bartomeu Mercadal, chevalier mort en 1635. Cette branche vécut à Mahòn et Ciutadella. Don Bertomeu Mercadal i Serra n’était pas noble de sang. Il fut anobli en 1660. Cette maison s’éteindra avec le mariage de Dona Praxedis Mercadal i Salort unie en 1800 à Diego Tremol i Puig. Les armoiries bleues parsemé d’étoiles d’or furent octroyées par le Roi d’Espagne Philippe IV. L’autre famille noble est celle de Joan Mercadal i Juanico (1734/1804) originaire de Mahòn. Il était docteur en médecine et sous-lieutenant principal de Mahòn. Il fut anobli le 29 novembre 1793 par le roi Charles IV.
L'immigration des Mercadal se fait à la fin du XVIIIe siècle en direction de la Floride (les « menorcans ») où le patronyme s'y implante.
Un autre courant migratoire, celui des « mahonnais » eut lieu juste après la conquête de l'Algérie (entre 1835/1845). La plupart des Mercadal s'étaient spécialisés dans le maraîchage autour d'Alger (Sahel et plaine de la Mididja) jusqu'à la fin du XIXe siècle. Le patronyme est parfois transformé par erreur sur les registres d'état civil en « Marcadal », « Marcadale » ou « Mercadale ». Très peu de mahonais retournèrent à Minorque. Leurs nombreux descendants se fondèrent ensuite dans la communauté pied-noire. En 1962, après l'indépendance, les Mercadal comme tous les pieds-noirs d'Algérie s'installèrent en France Métropolitaine. Deux chausseurs de luxe ont fait rayonner ce patronyme typiquement « pied-noir mahonnais » : « atelier Mercadal » et « chausseur Mercadal ». Ce patronyme était néanmoins présent en France avant le rapatriement des Mercadal d'Algérie.

## Expression populaire
Une expression pied-noire est répertoriée dans "image et poésie d'Alger la blanche" de Hubert Zakine : "applaudir Mercadal" signifie applaudir avec énergie.